# Коппе, Франсуа
Франсуа́ Коппе́ (полное имя Франсуа́ Эдуа́рд Жоаше́н Коппе́, фр. François Édouard Joachim Coppée; 26 января 1842, Париж — 23 мая 1908, там же) — французский поэт, драматург и прозаик, представитель парнасской школы, с 1884 года — член Французской академии.

## Жизнь
Родился в семье служащего. После обучения в лицее Сен-Луи служил чиновником в военном министерстве, начал писать стихи, присоединившись к группе парнасцев (впоследствии творчество Коппе начало сильно расходиться с их эстетической программой). Его первый сборник стихов «Реликварий» (Reliquaire, 1866) встретил одобрительные отзывы в печати. В 1869 году впервые проявил себя как драматург, успешно дебютировав пьесой «Прохожий» (Le Passant, русский перевод 1892); также большой популярностью пользовались написанные под впечатлением франко-прусской войны стихотворные драмы «Делай то, что должен» (Fais ce que dois, 1871) и «Сокровища избавления» (Les bijoux de la délivrance, 1871). Также Коппе принадлежит ряд драм на исторические темы: «Якобиты» (Les jacobites, 1885, русский перевод 1889) и др.
Постепенно отходя от поэтического творчества, Коппе всё больше проявлял себя как драматург, новеллист и общественный деятель. В 1878 году он был назначен архивистом Комеди Франсез и занимал этот пост до избрания во Французскую академию (1884). В 1888 году был награждён Орденом Почётного легиона. В последние годы жизни Коппе вернулся в лоно католической церкви, присоединился к движению французских националистов (в 1899—1902 возглавлял организацию «Лига французского отечества»), поддерживал позицию обвинителей в дискуссиях, вызванных делом Дрейфуса.

## Творчество
Коппе был одним из самых популярных и широко читаемых поэтов своего времени, но вскоре его творчество стало предметом насмешек и пародий «проклятых поэтов» (Верлена, Рембо, Кро) и впало в забвение. Его стихи отмечены несколько назидательным патриотизмом, чувствительностью, вниманием к повседневности, интересом к чувствам простого человека (за что Коппе получил прозвание «поэта бедняков»). Многие стихотворения, отличающиеся характерной для парнасцев музыкальностью, чёткостью композиции и экспрессивностью, вошли в репертуар чтецов-декламаторов. К его стихам не раз обращались композиторы-современники (Делиб, Массне, Сен-Санс, С. Шаминад), его стихотворение Эхо (Я горько сетовал в пустыне) положено на музыку Римским-Корсаковым.
Произведения Коппе в различных жанрах многократно издавались в России в конце XIX века (переводы П. Вейнберга, О. Чюминой и др.). В СССР его творчество подвергалось нападкам за «буржуазность» и «реакционность».